# Pierre-François Percy
Pierre-François Percy (28 de Outubro de 1754 – 18 de Fevereiro de 1825) foi um médico e cirurgião francês.

## Biografia
Pierre-François Percy, nasceu no dia 28 de Outubro de 1754 em Montagney, (Franche-Comté, atualmente Haute-Saône).
Depois de estudar em Besançon, ele se tornou um cirurgião do exército em 1782.
Durante as guerras da Revolução Francesa e Imperial, ele inventou um novo tipo de ambulância usável em campo de batalha e o kit de emergência.
Ele serviu nos principais campos de batalha do Primeiro Império Francês e se tornou cirurgião-chefe do Grande Armée, mas teve que deixar o exército depois de 1809, devido a problemas de visão. Seu substituto como cirurgião chefe do Grande Armée foi Nicolas Heurteloup (1750-1812).
Ele retomou o serviço em 1814 e sua conduta lhe valeu a estima dos exércitos aliados.
Percy teve que se aposentar durante a Restauração Bourbon, morreu em Paris no dia 18 de Fevereiro de 1825.
Percy foi um membro da Academia de Ciências, Academia de Medicina, Comendador da Legião de Honra e Barão do Império.